# Franz Josef Hänggi
Franz Josef Hänggi (* 1. September 1846 in Nunningen; † 20. Januar 1908 in Solothurn; heimatberechtigt in Nunningen) war ein Schweizer konservativer Politiker und Zeitungsredaktor.

## Leben
Franz Josef Hänggi wurde 1846 als erstes von vier Kindern einer Kleinbauernfamilie in Nunningen geboren. Nach dem Besuch der Primarschule in Nunningen und der Bezirksschule in Breitenbach absolvierte er das Gymnasium unter anderem am Kloster Mariastein. Anschliessend studierte er zwei Jahre Theologie und kehrte 1868 für ein Jahr als Lehrer nach Mariastein zurück.
Im Winter 1870 erreichte er mit seinem Aufsatz «Winterbetrachtungen», in dem er schonungslos die Partei- und Presseverhältnisse im Kanton Solothurn analysierte und kritisierte, grössere Bekanntheit. 1871 wurde er Zentralpräsident des Schweizerischen Studentenvereins und erster zeichnender Redaktor bei der neugegründeten katholischen Zeitung Vaterland in Luzern. 1871 war Hänggi zusätzlich Kantonsrat, ein Amt, das er erneut von 1874 bis 1876 innehatte. 1872 übernahm er die Redaktion des konservativen Solothurner-Anzeigers.
Am 2. Juni 1873 heiratete er Maria Anna Gisiger, die Tochter eines Landwirts. Aus der Ehe gingen sieben Mädchen hervor, von denen zwei bereits im frühen Kindesalter starben. Ein Enkel war der 1909 geborene Jurist und Politiker Franz Josef Jeger. Von 1876 bis 1887 fungierte Hänggi als Oberamtmann des Dorneck-Thiersteins. 1875 und 1887 war er zudem Verfassungsrat. Sein unermüdlicher Kampf für die Einführung des Proporzwahl-Systems trug ihm den Beinamen «Proporz-Hänggi» ein. Sein Einsatz war schliesslich bei der Verfassungsrevision 1887 erfolgreich, so dass der Solothurner Kantonsrat seit 1895 im Proporz gewählt wird.
Im selben Jahr brachte der «Solothurner Bankkrach» die bisher allein regierenden Liberalen in Bedrängnis. Der Skandal stärkte die konservative Opposition, als deren Wortführer Hänggi galt, beträchtlich. Die liberale Regierung trat daraufhin geschlossen zurück, und am 23. Oktober stimmte das Solothurner Stimmvolk der ersten rein demokratischen Verfassung zu. Diese Revision führte unter anderem auch die Volkswahl des Regierungsrates ein. Bei den darauffolgenden Regierungsratswahlen fungierte Hänggi als Vertreter der konservativen Opposition zusammen mit vier liberalen Politikern auf der Liste der Liberalen und wurde als erster Konservativer in die Solothurner Regierung gewählt. 1899 wurde er zudem für den verstorbenen Josef Anton Glutz in den Nationalrat gewählt, dem er bis zu seinem Tod angehörte.
Franz Josef Hänggi verstarb 1908 nach längerer Krankheit 62-jährig im Amt.